# پارک ملی و پناهگاه حیات وحش قمیشلو
پارک ملی و پناهگاه حیات وحش قمیشلو در شمال غرب اصفهان (۴۶ کیلومتری شمال غرب اصفهان) در شهرستان تیران و کرون واقع شده است. بر پایه آخرین آمار رسمی سازمان حفاظت محیط زیست ایران، وسعت پارک ملی قمیشلو ۲۹٬۸۲۹ هکتار و وسعت پناهگاه حیات وحش قمیشلو ۸۴٬۱۰۷ هکتار است. گفته می‌شود پارک ملی قمیشلو قدیمی‌ترین منطقه حفاظت‌شده جهان است. ۱۵۰ سال پیش ظل السلطان پسر بزرگ ناصرالدین شاه و حاکم اصفهان، قمیشلو را به عنوان قرق و شکارگاه اختصاصی اعلام و حتی از چرای دام در این منطقه جلوگیری نمود. در سال ۱۳۴۳ کانون شکار ایران این منطقه را با وسعت ۳۷ هزار هکتار به عنوان منطقهٔ حفاظت‌شده در نظر گرفت. در سال ۱۳۵۰، منطقهٔ سیاه‌کوه و عمرکوه در مجاور منطقهٔ حفاظت شده به عنوان منطقهٔ شکار ممنوع تصویب شد. در سال ۱۳۷۴ با الحاق دو منطقهٔ حفاظت‌شده و شکار ممنوع، پناهگاه حیات وحش قمیشلو به تصویب رسید و در نهایت در سال ۱۳۸۶ با الحاق سه منطقهٔ امن کرالیاس، کهوک و لاسمیان، محدوده‌ای با وسعت ۲۹٬۸۸۶ هکتار طی مصوبهٔ شمارهٔ ۲۹۷ مورخ ۱۳۸۶/۱۱/۱۲ از این پناهگاه به پارک ملی ارتقاء سطح پیدا کرد.

## تاریخچه
- شکارگاه سلطنتی در زمان قاجاریان و حکومت ظل‌السلطان بر اصفهان
- سنگ‌نگاره‌های مربوط به ۳٬۰۰۰ سال پیش
- ۱۳۴۳: معرفی قمیشلو با وسعت ۳۷ هزار هکتار به عنوان منطقهٔ حفاظت‌شده از سوی کانون شکار ایران
- ۱۳۵۰: اعلام منطقه به عنوان منطقهٔ حفاظت شده از سوی شورای عالی شکاربانی و نظارت برصید
- ۱۳۵۵: ارتقاء به پناهگاه حیات وحش
- ۱۳۶۳: اعلام قسمتی در مجاورت منطقه به عنوان شکارممنوع چول
- ۱۳۷۴: ارتقاء منطقهٔ شکار ممنوع چول و پیوستن به پناهگاه. مساحت پناهگاه در این زمان ۸۶٬۶۸۵ هکتار می‌باشد.
- ۱۳۸۶: ارتقاء ۳۰٬۰۶۹ هکتار از مساحت پناهگاه حیات وحش به پارک ملی
- ۱۳۸۸: اعلام محدوده‌ای به وسعت حدود ۲۷٬۰۰۰ در مجاورت مرز شرقی و جنوبی به عنوان شکار ممنوع قمیشلو
- ۱۳۸۸: پیوستن محدودهٔ شکار ممنوع به پناهگاه حیات وحش

## موقعیت جغرافیایی
موقعیت عمومی در ۲۰ کیلومتری شمال غرب شهر اصفهان، طول جغرافیایی ۴۹٫۹۵ درجه تا ۵۴٫۴۳ درجه شرقی و عرض جغرافیایی ۳۶٫۱۴ تا ۳۶٫۵۵ درجه شمالی است.
این منطقه از شمال با شهر علویجه و روستاهای هسنیجه و حسین‌آباد و از غرب با روستای میر آباد، مبارکه، محمدیه، افجان، تندران، ورپشت، جاجا و از جنوب با شهرهای تیران و نجف آباد و خمینی شهر و از شرق با شهرهای اصفهان، شاهین شهر و روستای جهادآباد ارتباط دارد.

## آب و هوا
بیشتر اقلیم منطقه نیمه‌خشک بیابانی و قسمت‌های کوچکی در ارتفاعات نیمه‌مرطوب هستند. میانگین دمای سالانه ۱۱٫۵، میانگین دمای سردترین ماه سال ۶٫۱- و گرمترین ماه سال ۲۳٫۹ درجهٔ سانتی‌گراد می‌باشد.

## سنگ‌نگاره‌ها

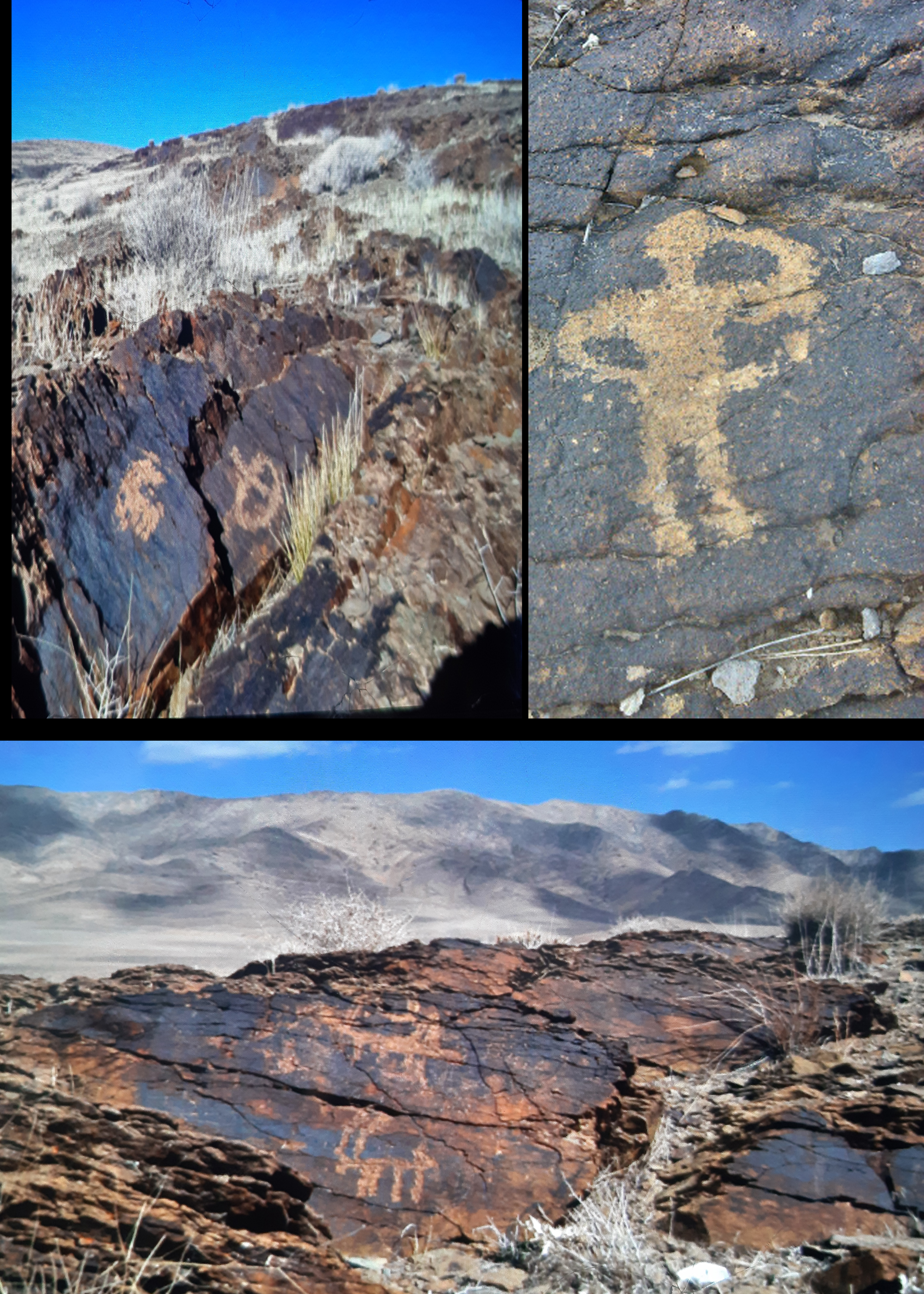
قسمت راست بالای عکس: سنگ‌نگارهٔ مردی که یکدست به سردارد و دست دیگر به کمر و دور دست‌ها را می‌نگرد و قسمت چپ عکس: تیرکمان و بزکوهی نمایان است و تصویر پایین عکس :حیوانات منطقه را به تصویر کشیده که سنگ‌نگاره‌هایی مربوط به ۳٬۰۰۰ سال پیش و روی کوه‌های قمیشلو است

سنگ‌نگاره‌های قمیشلو بیش از ۳٬۰۰۰ سال قدمت دارند؛ تقریباً وجود بیش از ۱۰۰ سنگ‌نگارهٔ منحصر به فرد در کوه‌های پارک ملی قمیشلو شهر تیران تأیید شده است. قدمت این آثار که شامل اشکالی از انسان، بز کوهی، علائم خطی و نمادهای حلقهٔ قدرت و اعتدال پاییز است توسط محمد ناصری فرد به عنوان تنها محقق سنگواره‌های کشور بیش از ۳٬۰۰۰ سال تخمین زده شده است.» کارشناسان ایجاد این آثار را مربوط به حضور انسان‌های اولیه در این منطقه به منظور شکار حیواناتی مانند آهو و بز کوهی که در حال حاضر نیز در منطقه زندگی می‌کنند دانسته‌اند.
اولین نمونه از سنگ‌نگاره‌های منطقهٔ حفاظت شده قمیشلو که با ۳٬۰۰۰ سال قدمت به عنوان یکی از قدیمی‌ترین شکارگاه‌های استان اصفهان به حساب می‌آید. در سال ۸۸ توسط علاقه‌مندان کشف و در سال‌های بعد نیز با حضور کارشناسان آثار تاریخی تعداد بیشتری از این آثار مورد شناسایی قرار گرفته‌اند. در بین آثاری که طی سال‌های اخیر در بلمچه و معدن سورمه به فاصلهٔ ۳ و ۱۵ کیلومتری نجف‌آباد به ثبت رسیده، علایم خطی دارای بیشترین فراوانی بوده که این ویژگی سنگ نگاره‌های قمیشلو را از دیگر نمونه‌های موجود در کشور متمایز ساخته است. ناصری فرد یکی از کارشناسان برجسته این نوع آثار که یک سال قبل از سنگ‌نگاره‌های قمیشلو بازدید کرده، مدعی است آثار موجود در منطقه قمیشلو مشابهت زیادی با نمونه‌های تیمرهٔ گلپایگان و ایالت کالیفرنیا در آمریکا دارد. در حال حاضر تجمع نخاله‌های ساختمانی و ضایعات سنگ‌بری‌ها در کنار هوازدگی بیشتر این آثار منحصر به فرد را که به احتمال زیاد پس از کشف آهن توسط بشر ایجاد شده‌اند را مورد تهدید قرار داده‌اند.

## جغرافیای طبیعی
پارک ملی و پناهگاه حیات وحش قمیشلو شامل دو بخش اصلی ارتفاعات و دشت می‌باشد.
ارتفاعات به صورت پراکنده در قسمت‌های مختلف دیده می‌شوند ولی در بخش جنوبی بیشتر هستند. حداقل ارتفاع از سطح دریا ۱٬۶۸۷ متر در بخش غربی و حداکثر ارتفاع ۲٬۷۶۷ متر در بخش جنوبی منطقه است. بخش غربی منطقهٔ دشتی و کم‌ارتفاع است ولی مناطق دشتی نیز محدود به بخش غربی نبوده بلکه در سایر بخش‌های منطقه در قسمت‌های میانی بین ارتفاعات مختلف حوزه قرار دارد. شبکهٔ زهکشی قمیشلو را تعدادی آبراهه‌های فصلی سرگردان تشکیل می‌دهند که در چهار جهت شمالی، جنوبی، شرقی و غربی، منطقه را زهکشی می‌کنند.
ویژگی و سیمای عمومی توپوگرافی پناهگاه حیات وحش قمیشلو توسط رشته‌کوه‌هایی که در امتداد شمال غربی، جنوب شرقی و به موازات یکدیگر کشیده شده‌اند به بخش‌های دشتی و کوهستانی تقسیم می‌شود. بخش اعظم قسمت غربی پناهگاه، کوهستانی است که در بین آن‌ها دشت‌های محدودی قرار دارد و کل محدوده توسط دشت‌هایی وسیع احاطه شده است. بررسی اجمالی توپوگرافی منطقه نشان می‌دهد که حدود ۵۷ درصد منطقه را دشت‌ها، فلات‌ها و واریزهای بادبزنی شکل که شیبی کمتر از ۵ درصد دارند تشکیل می‌دهد و ۴۳ درصد بقیهٔ منطقه را کوه‌های مرتفع پرشیب و تپه‌ماهورهای کم‌ارتفاع تشکیل می‌دهند.

## زیستگاه‌ها
به علت ریزاقلیم حاکم بر بخش‌های مختلف و اختلاف ارتفاع موجود، منطقه قمیشلو را می‌توان به سه زیستگاه بزرگ تقسیم کرد.

### زیستگاه کوهستانی و برفگیر
این نوع زیستگاه شامل مناطق کوهستانی و مرتفع با شیب تند و برفگیر و آب و هوای ییلاقی که پوشش گیاهی آن شامل علفزارها، بوته‌زارها و تک درختان بنه و بادام می‌باشد. دارای زمستانی سرد و تابستانی معتدل و مناسب برای زیست کل و بز و در ارتفاع پاپین‌تر مناسب برای زیست قوچ و میش مخصوصاً در تابستان است.

### زیستگاه تپه‌ماهوری
این نوع زیستگاه به علت داشتن شیب و ارتفاع کم و آب و هوای معتدل و پوشش گیاهی مناسب، وجود آبشخورهای طبیعی و مصنوعی زیستگاه مناسبی برای قوچ و میش وحشی می‌باشد.

### زیستگاه دشتی و استپی
دشت‌های کوچک و بزرگ مابین کوه‌ها قرار گرفته و به نظر جدا از هم هستند اما این دشت‌ها با هم مرتبطند. دشت‌ها از نظر تأمین امنیت و منابع تغذیه وحوش حائز اهمیت‌اند و شرایط اکولوژی مناسبی را برای زیست آهو به عنوان شاخص‌ترین حیوان دشتی در منطقه که در جمعیت‌های انبوه در محدودهٔ این دشت‌ها یافت می‌شود را فراهم می‌آورند. به گفتهٔ کارشناسان محیط زیست یکی از دلایل وجود این آهوها وجود چشمه‌های کوچک و پوشش گیاهی مناسب برای تکثیر آن‌هاست.

## پوشش گیاهی
پوشش گیاهی پناهگاه حیات وحش قمیشلو در منطقهٔ استپی از ناحیهٔ بزرگ رویشی ایران و تورانی قرار داشته و بوته‌زارهای منطقه نشان‌دهندهٔ سیمای کلی جامعهٔ مناطق استپی یعنی Ar Temisia – Astragalus می‌باشد. طبق آخرین طرح تحقیقاتی انجام شده در منطقه ۳۷۱ گونهٔ گیاهی متعلق به ۲۴۴ جنس و ۶۳ تیره گزارش شده است. بزرگ‌ترین تیره، تیرهٔ کاسنی با ۳۳ جنس و ۴۴ گونه می‌باشد.
گونه‌های شاخص گیاهی Astragalus sp, Anabasis apylla, Artemisia siebri, Launaea acanthodes, Noaea mucrunatu ,Scariola orientalis

## زندگی جانوری
وضعیت عمومی حیات وحش طبق آخرین سرشماری در سال ۹۰، آمار سم‌داران منطقه به شرح زیر می‌باشد: کل و بز: ۱۱۵ قوچ و میش:۲٬۰۸۶ آهوی ایرانی: ۲٬۵۶۴ گونه‌های شاخص: قوچ و میش اصفهان، آهوی ایرانی، کل و بز وحشی گرگ، کبک، تیهو، کفتار کریدورها: پناهگاه حیات وحش موته در شمال، منطقهٔ شکار ممنوع پلنگ گالون و منطقهٔ حفاظت‌شدهٔ دالانکوه در غرب
جاذبه‌های اکوتوریستی مشاهده جمعیت مطلوبی از آهوی ایرانی و قوچ و میش گونه‌های متنوع حیات وحش اعم از گیاهی و جانوری (عامل جذب پژوهشگران و دانشجویان) باغ قمیشلو در مجاورت قلعهٔ تاریخی قمیشلو مزارع موجود در منطقه

## قلعهٔ قمیشلو

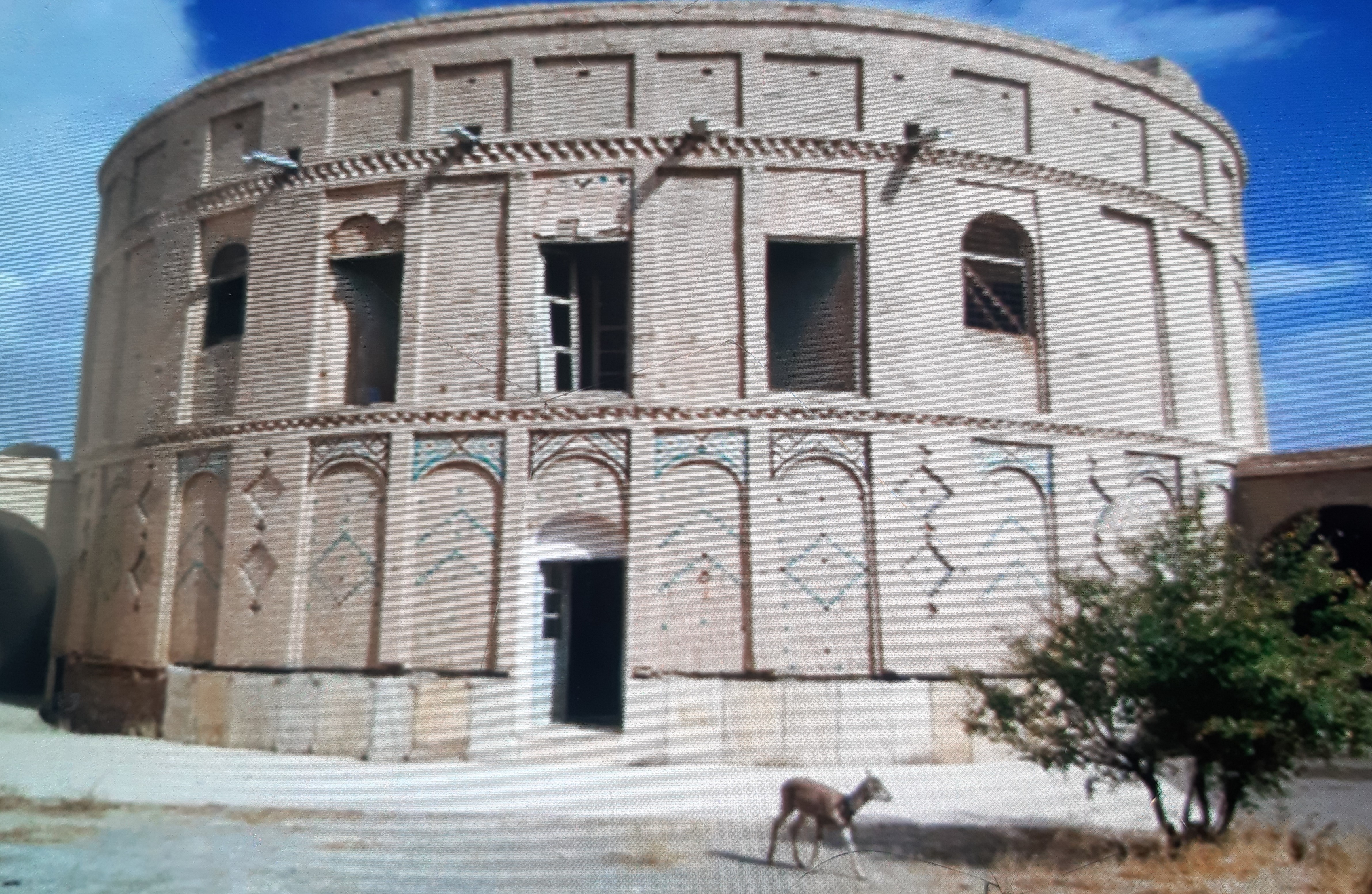
قلعهٔ قمیشلو مربوط به زمان سلطنت ناصرالدین شاه و به‌وسیلهٔ مسعود میرزا پسر ناصرالدین شاه بنا شد

قلعهٔ زیبای قمیشلو در دوران قاجاریان و زمان سلطنت ناصرالدین‌شاه قاجار ساخته شد. پسر او مسعود میرزا که حاکم اصفهان (ظل‌السلطان) بود این منطقه را به عنوان قرق خود انتخاب کرد و قلعه قمیشلو را احداث کرد. ظل‌السلطان در کتاب خاطرات خود می‌نویسد:
«چون میل زیادی به شکار دارم در شمال غرب شهر اصفهان که یازده فرسنگ دور است … به مخارج صد هزار تومان که قریب به بیست هزار لیره می‌شود عمارت بسیار خوب، محیط از اندرونی و بیرونی و حمام و خلوت‌های متعدد، تلگراف خانه و پارک بسیار قشنگ با عمارت ییلاقی و باغ عمومی و قلعه و انبارهای آذوقه و طویله‌ها و غیره ساختم. در این‌جا تابستان‌ها بسیار خنک و ییلاق من است، آمده، دوسه ماه توقف می‌کنم.»
قلعه در کنار باتلاق‌های مملو از نیزار ساخته شد بنابر این نام آن را قلعهٔ قمیشلو (قلعه قرار گرفته در حاشیهٔ نیزارها) نامیدند و شکارگاه اطراف آن نیز قرق قمیشلو نامیده شد. افزون‌بر قلعهٔ قمیشلو آثار تاریخی دیگری از جمله قلعهٔ شاه ماهور و قلعه یاور می‌باشند.

## تعارضات و تهدیدات مهم
- عبور کنار گذر غرب اصفهان از منطقه و تقسیم آن به دو قسمت شرقی و غربی
- شهرک صنعتی بزرگ اصفهان در شمال شرق منطقه
- وجود میدان تیر و زاغه مهمات ارتش در قسمت شرقی و جنوب شرقی منطقه
- وجود دام در محدوده پارک ملی به دلیل عدم تخصیص بودجه مورد نیاز برای خریداری حقوق عرفی از سوی سازمان
- تعداد دام مازاد بر ظرفیت مراتع منطقه
- چرا در خارج از فصل مجاز